# ティム・パターソン
ティム・パターソン（Tim Paterson、1956年6月1日 - ）は、アメリカ合衆国のプログラマである。QDOS（後の86-DOS）を開発したことで最もよく知られる。86-DOSはCP/MのAPIをエミュレートしたIntel 8086用のオペレーティングシステム(OS)で、後に、1980年代のパーソナルコンピュータで広く使用されたOSであるMS-DOSの元となった。

## キャリア
パターソンはシアトルの公立学校で学び、1974年にイングラハム高校を卒業した。彼はワシントン大学に通いながら、シアトルのグリーンレイク地区のRetail Computer Storeで修理工として働いた。1978年6月にmagna cum laudeの成績で大学の計算機工学科を卒業し、シアトル・コンピュータ・プロダクツ(SCP)に設計者兼エンジニアとして就職した。彼は、マイクロソフトのZ-80ソフトカードのハードウェアの設計を行った。これは、Z80 CPUを搭載し、Apple IIでCP/Mが動くようにするものだった。
1か月後、インテルが8086 CPUを発表し、パターソンはS-100バスの8086ボードの設計を行った。これは1979年11月に市場に出された。このボードで動作する唯一の商用ソフトウェアがマイクロソフトのスタンドアロンディスクBASIC-86であった。この時点で、CP/Mは8086 CPUでは動作せず、オペレーティングシステムがないため販売に苦戦していた。パターソンは1980年からQDOS(Quick and Dirty Operating System)の開発を始めた。これは、CP/Mとの高い互換性を持つように、出版されたCP/Mのマニュアルに含まれるソースから、APIをコピーした。QDOSはすぐに86-DOSに改称された。バージョン0.10は、1980年7月までに完成した。バージョン1.14までに、86-DOSのソースコードは、アセンブリ・コードで4000行まで増大した。1980年12月、マイクロソフトは他のハードウェア・メーカーに86-DOSを売る権利を得た。
彼が86-DOSをCP/Mと互換性を持つようにしたことは認めたが、パターソンは、86-DOSのプログラムが自身の原作であると主張し、CP/Mのコードを参照したのではないかという主張は否認した。86-DOSがCP/Mの独創的でない「焼き直し」であったと主張する本が2004年に出版されたとき、パターソンは著者と出版者を名誉毀損で告訴した。本の主張が憲法上保護された意見であり、誤りであると証明できなかったとして、訴えは却けられた。
パターソンは1981年4月にSCPを退社し、1981年5月から1982年4月までマイクロソフトで働いた。SCPに少しの期間戻った後、パターソンは自身の会社ファルコン・テクノロジー（別名ファルコン・システムズ）を立ち上げた。1983年、マイクロソフトは、彼らがアスキーとともに開発していたMSXコンピュータ標準に、MS-DOSを移植する契約をパターソンと交わした。パターソンは彼の会社に資金を助成するという契約を受け入れ、1984年にMSX-DOSオペレーティングシステムを完成させた。
ファルコン・テクノロジーはMS-DOSの使用料免除の許可を取り戻すために1986年にマイクロソフトによって買収され、最終的にはフェニックス・テクノロジーズの一部になった。パターソンは1986年から1988年までと1990年から1998年までマイクロソフトで働き、その間にVisual Basicの開発に関わった。
マイクロソフトを退社した後、パターソンは新たなソフトウェア開発会社「パターソン・テクノロジー」を起こした。また、コメディ・セントラルのロボット競技テレビ番組『バトルボッツ』に出演した。パターソンは、自作のトリップコンピュータを搭載したポルシェ・911でSCCAプロラリーに参戦した。